# Белогоровка (Луганская область)
Белого́ровка (укр. Білогорівка) — посёлок в Северодонецком районе Луганской области Украины.
В ходе вторжения России на Украину посёлок неоднократно переходил в разные руки. В июле 2022 населённый пункт был оккупирован российскими войсками. В сентябре 2022 населённый пункт был освобождён Вооружёнными силами Украины.
23 февраля 2025 независимые источники сообщили, что несколькими днями ранее село было вновь занято ВС РФ.

## Население
В январе 1989 года численность населения составляла 1347 человек. На 1 января 2013 года численность населения составляла 945 человек.

### Языковой состав
Родной язык населения по данным переписи 2001 года:
| Язык       | Численность, чел. | Доля     |
| ---------- | ----------------- | -------- |
| Украинский | 1 045             | 87,67 %  |
| Русский    | 136               | 11,41 %  |
| Другое     | 11                | 0,92 %   |
| Итого      | 1 192             | 100,00 % |

## Происхождение названия и история

### До 2022 года
Название посёлка образовано из слов «гора» и «белый», что увязывают с выходом мергеля на крутом берегу Северского Донца.
Белогоровка упоминается в указах Петра I. Также Белогоровка обозначена на ландкарте Славяносербии, выданной Р. Депрерадовичу и И. Шевичу. Основание поселения предположительно можно отнести к концу XVI — началу XVII в..
Территория посёлка в XVIII веке была заселена крестьянами из Черниговской губернии, сербами, хорватами православного вероисповедания. В конце XVIII века в селе был 21 двор, население — 46 мужчин и 47 женщин.

### Вторжение России на Украину (с 2022)

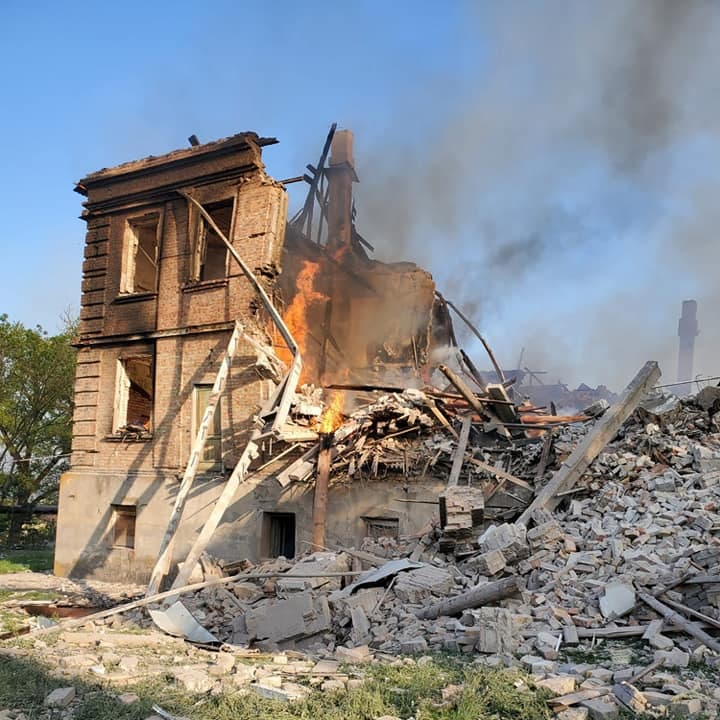
Школа в Белогоровке после российского авиаудара 7 мая 2022

7 мая 2022 Воздушно-космические силы России нанесли авиаудар по зданию школы, где, по утверждению украинских властей, прятались от обстрелов жители Белогоровки. Вечером того же дня в ходе спасательных работ были обнаружены тела двоих волонтёров из Закарпатской области, которые, по словам главы Луганской областной военной администрации Сергея Гайдая, помогали с эвакуацией жителей региона. По данным Гайдая, из-под завалов были спасены 30 человек (среди которых семь раненых).
В мае 2022 украинские войска предотвратили попытку российских войск переправиться через Северский Донец вблизи Белогоровки. В ходе форсирования реки по понтонной переправе российские войска попали под массированный артиллерийский огонь и потеряли более 50 единиц техники. Спутниковые снимки от 10 мая и видео с дронов, изученные и верифицированные CNN, показали, что российские войска навели в районе Белогоровки два понтонных моста через Северский Донец, и что оба были разрушены украинской стороной.
В июле 2022 Белогоровка стала одним из последних населённых пунктов Луганской области, оккупированных российскими войсками.
18 сентября 2022, в ходе украинского контрнаступления, Белогоровка была освобождена украинской армией.
23 февраля 2025 независимые источники сообщили, что несколькими днями ранее село было вновь занято ВС РФ.

### Комментарии
1. ↑  По утверждению украинских властей, БТГ могла входить в состав российской 74-й отдельной гвардейской мотострелковой бригады.